# Ameropterus trivialis
Ameropterus trivialis là một loài côn trùng trong họ Ascalaphidae thuộc bộ Neuroptera. Loài này được Gerstaecker miêu tả năm 1888.